# Республіканський театр ляльок «Лікуріч»
Республіка́нський теа́тр ляльо́к «Ліку́річ» (рум. Teatrul Republican de Păpuși „Licurici”) — ляльковий театр у столиці Республіки Молдова місті Кишиневі; найстаріший і головний профільний у державі. 
Назва театру з молдовської/румунської перекладається як «Світлячок».

## Історія
Театр був заснований 15 жовтня 1945 року. 
У 1966 році «Лікуріч» став членом UNIMA в рамках ЮНЕСКО. 
Величезний внесок у становлення і розвиток театру зробив Титус Жуков, який очолював театр від 1979 року по 17 листопада 2013 року.
Станом на 2013 рік за 68 сезонів театр поставив 315 вистав за найвідомішими казками Міхая Емінеску, Іона Крянге, Ганса Крістіана Андерсена, братів Грімм, Карло Коллоді, Джанні Родарі, Антуана де Сент-Екзюпері, Власа Дорошевича, Олександра Пушкіна, Миколи Гоголя, Євгена Шварца, Петре Іспіреску тощо. Також за творами сучасних драматургів, таких як: Петру Кераре, Георге Урскі, Емілія Плугару, Валерія Гросу, Людмила Собєцькі, Андрій Стрембяну, Юліан Філіп, Вероніка Болдішор, Георге Каламанчук, Ґрігоре Вієру, Іон Пую тощо.
У 1995 році театр відзначив 50-річчя мистецької діяльності та організував перший міжнародний огляд лялькових театрів «Лікуріч-50», в якому взяли участь театри з Румунії, Болгарії, Німеччини, Франції, України, Росії, Туреччини.
Станом на початок 2020-х вистави проводяться румунською та російською мовами, деякі з вистав перекладено іншими європейськими мовами.